# マクマードドライバレー

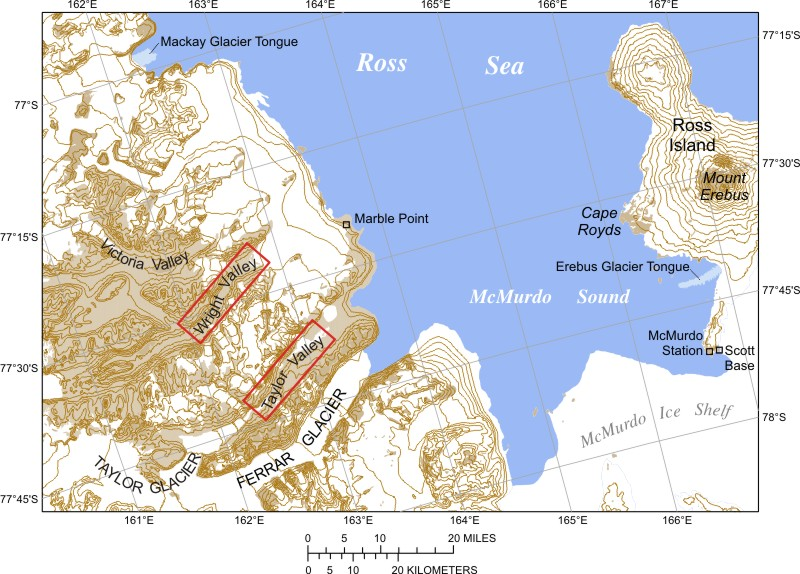
マクマードドライバレー

マクマードドライバレー（McMurdo Dry Valleys）とは、南極・ロス海のマクマード湾（入江）西側のヴィクトリアランドにある一連の氷河谷群。極端に湿度が低く、雪や氷が見られない地域であることから、マクマードオアシス、ドライバレーとも呼称される。地質学的に興味深いとされるヴィーダ湖（氷河底湖）や南極最長の河川であるオニキス川などがこの地域に存在する。ロバート・スコット率いるディスカバリー探検隊によって発見された。

## 概要
マクマードドライバレーはロス島の対岸に位置し、北にデブナム氷河・コットン氷河、南にフェラー氷河、西に南極横断山脈、東にウィルソン山麓氷河で囲まれたおよそ 4,000 平方キロメートルに囲まれた地域一帯を指す。内部にはモレーンに覆われた3つの大きな谷（ビクトリア谷、ライト谷、テイラー谷）が存在している。標高は20メートルから350メートル。